# Klingertjärnen (Karlanda socken, Värmland)
Klingertjärnen är en sjö i Årjängs kommun i Värmland och ingår i Göta älvs huvudavrinningsområde. Sjöns area är 0,0044 kvadratkilometer och den är belägen 232 meter över havet.